# Bisbat de Coutances i Avranches

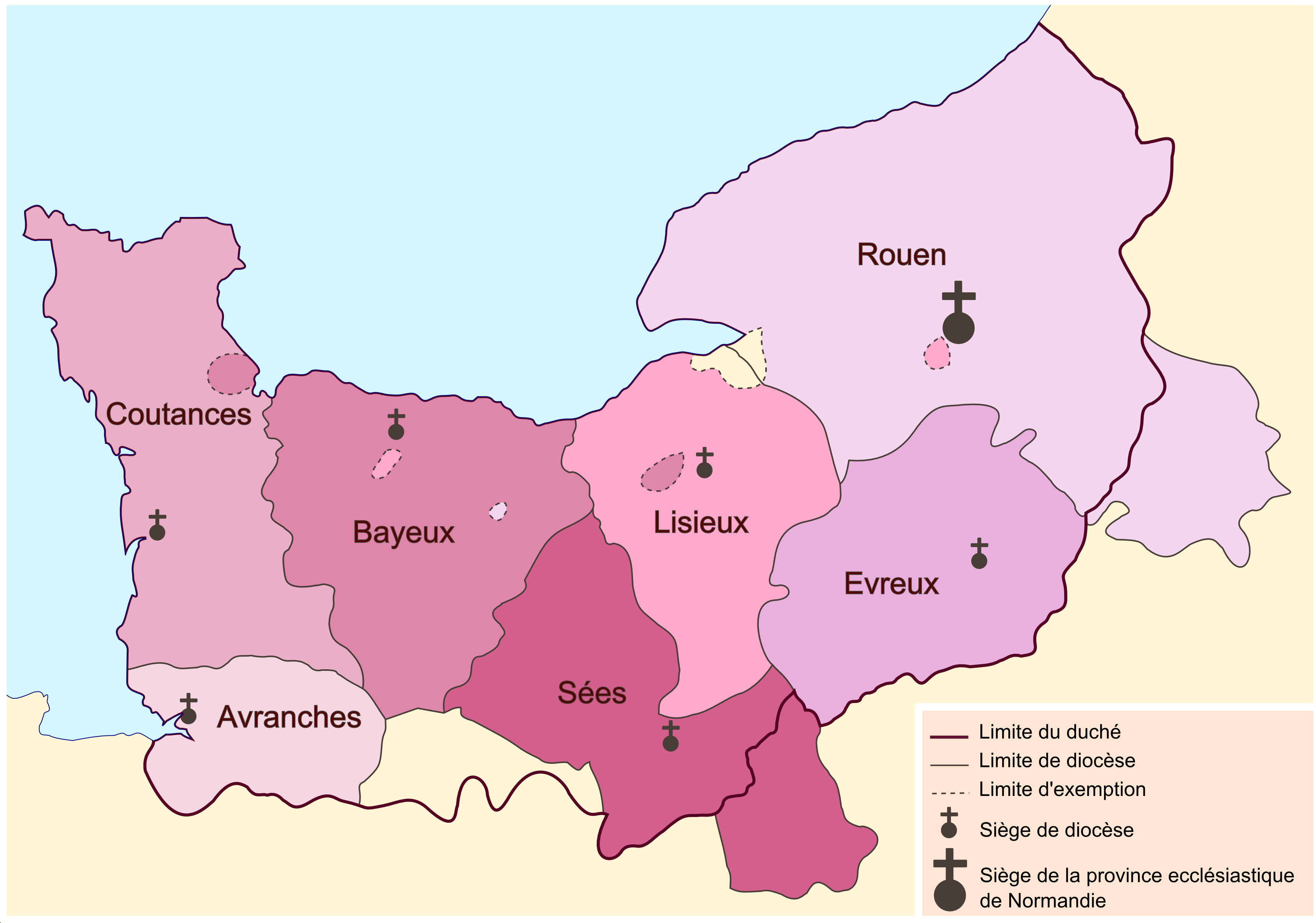
Mapa de les diòcesis històriques de la Normandia abans de la revolució francese.

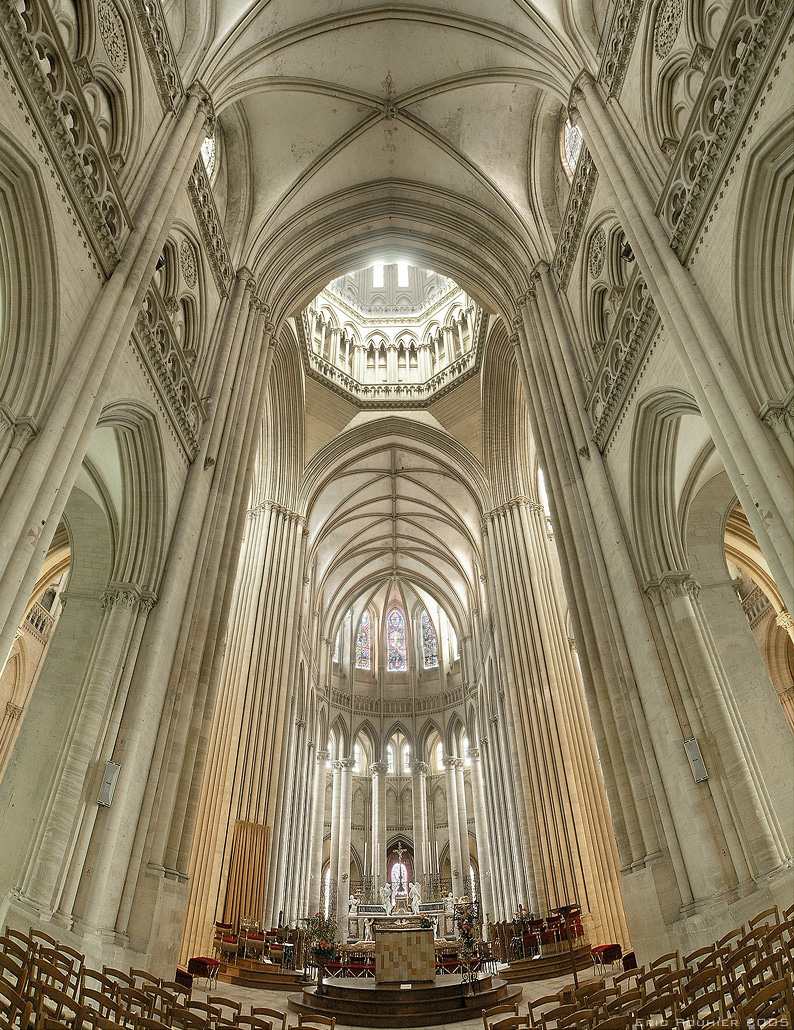
Interior de la catedral de Coutances.

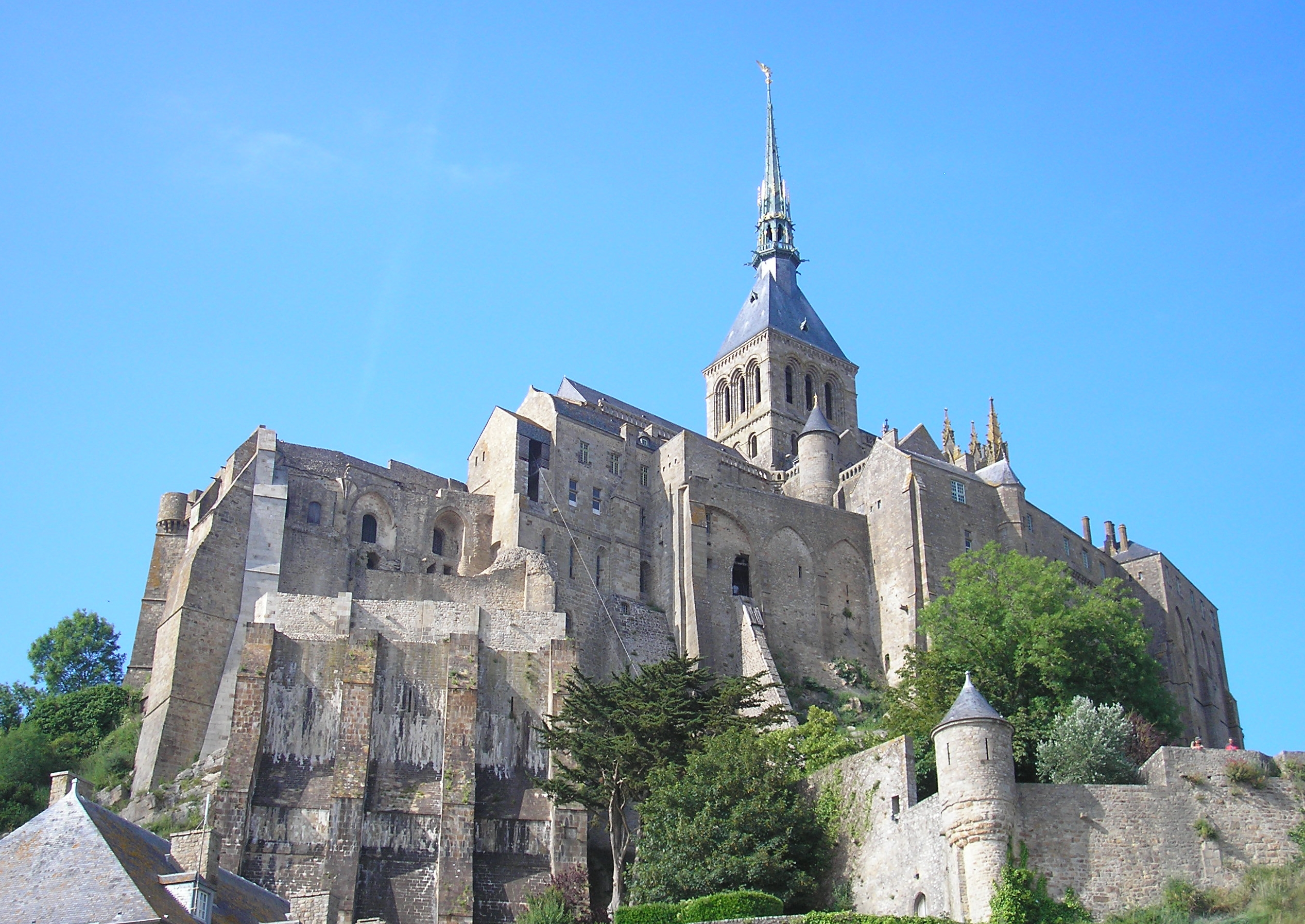
L'abadia del Mont-Saint-Michel; que fins al 1801 formava part de la diòcesi d'Avranches, passà a formar part de la de Coutances.

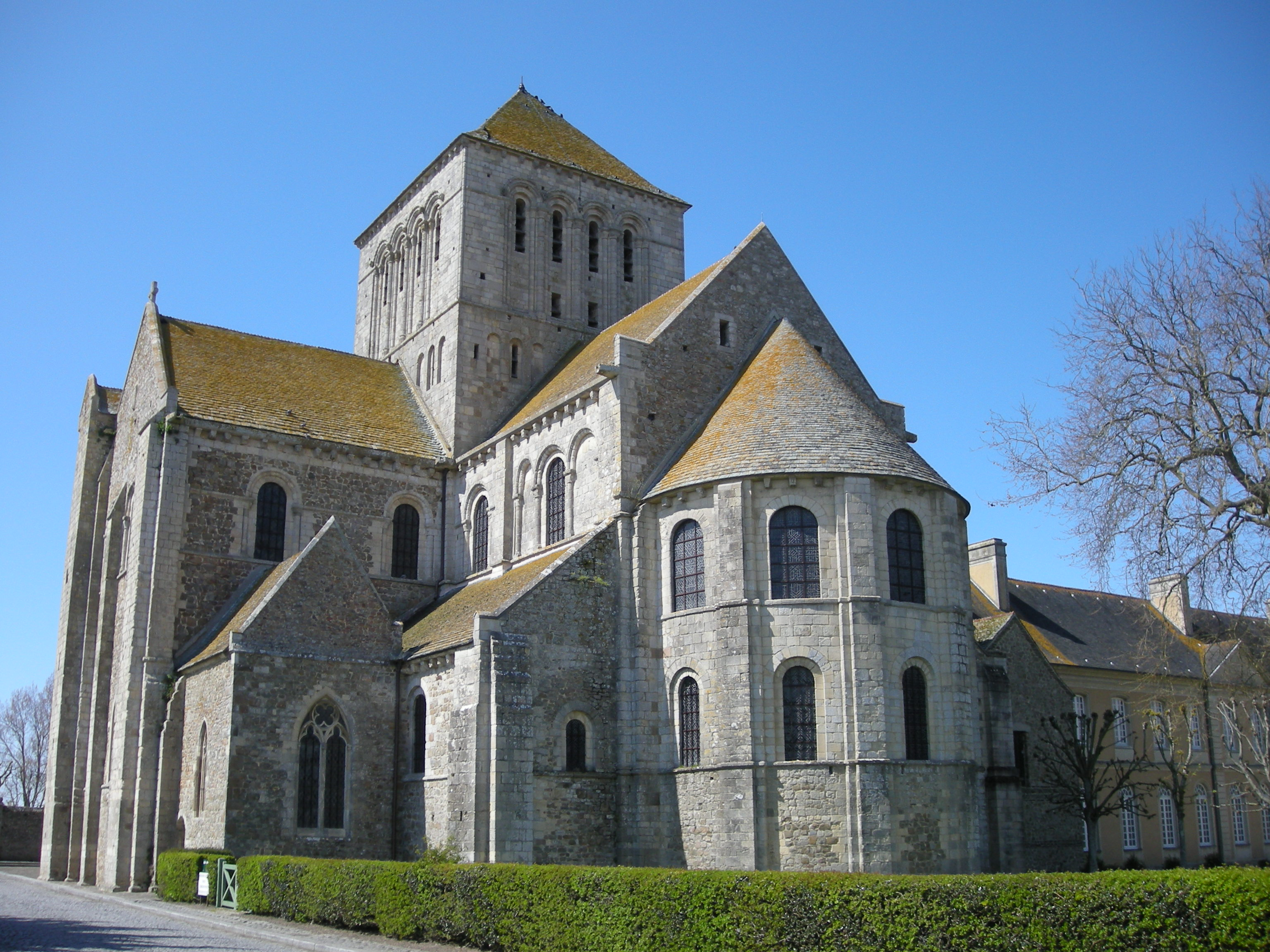
L'església de l'abadia Sainte-Trinité de Lessay.

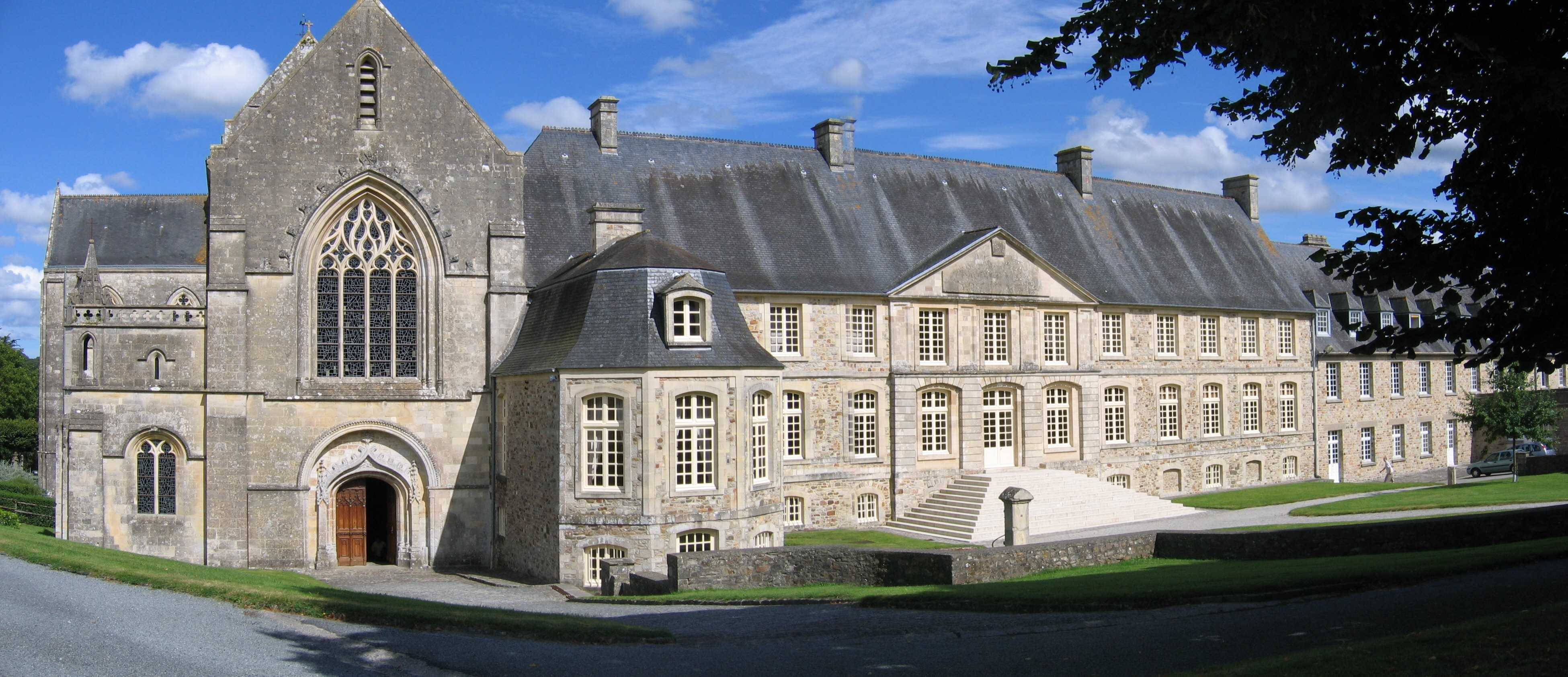
L'abadia Saint-Sauveur a Saint-Sauveur-le-Vicomte, reconstruïda després dels bombardeigs de la Segona Guerra Mundial.

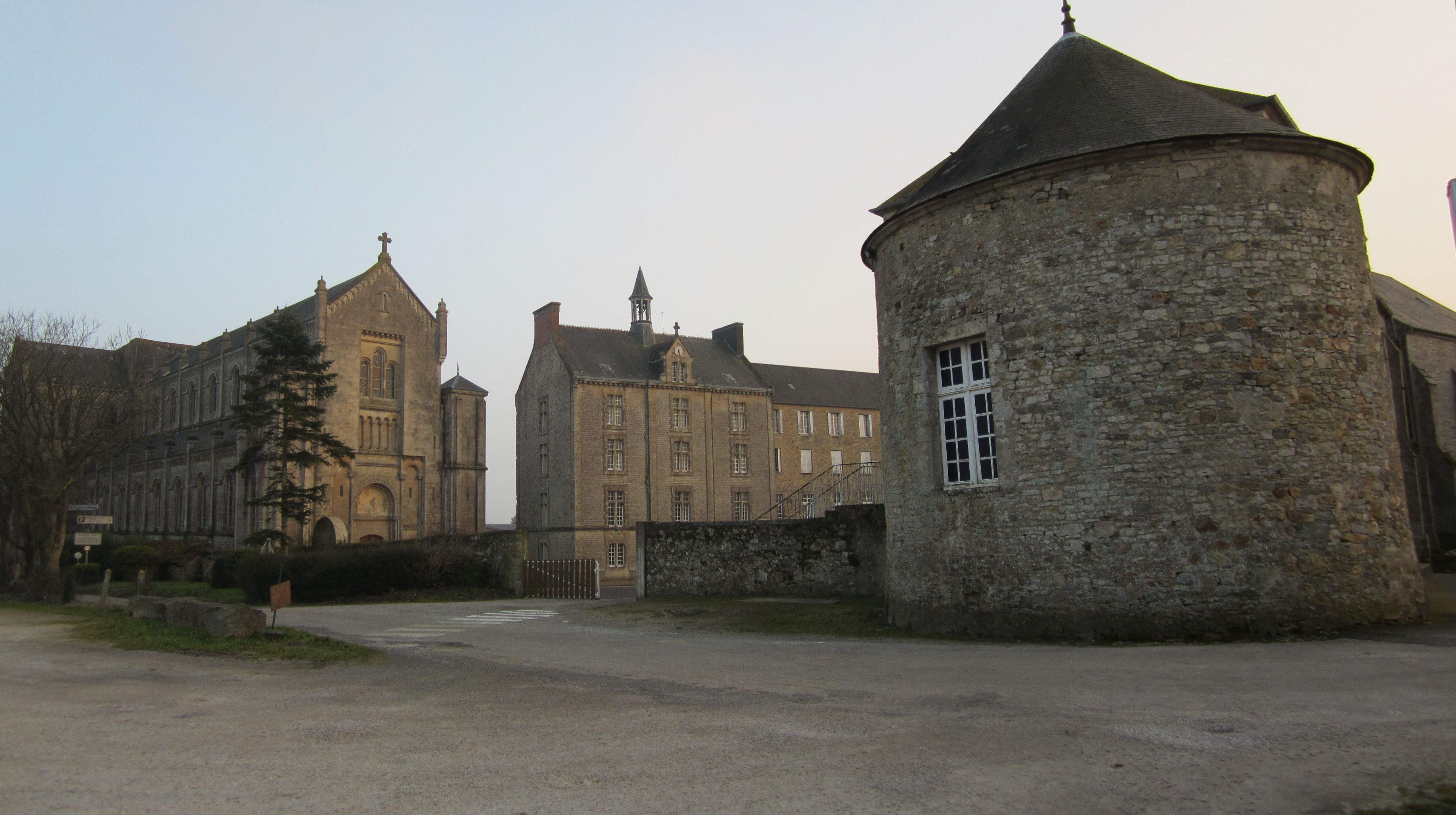
Restes de l'abadia Sainte-Marie a Montebourg.

El bisbat de Coutances (francès: Diocèse de Coutances, llatí: Dioecesis Constantiensis) és una seu de l'Església Catòlica a França, sufragània de l'arquebisbat de Rouen. Al 2013 tenia 412.400 batejats sobre una població de 506.300 habitants. Actualment està regida pel bisbe Laurent Le Boulc'h.
Des del 1854 als bisbes de Coutances se'ls permeté portar el títol de "bisbes d'Avranches" (Abrincensis).

## Territori
La diòcesi comprèn el departament francès de Manica.
La seu episcopal és la ciutat de Coutances, on es troba la catedral de Nostra Senyora.
El territori s'estén sobre 5.771 km², i està dividit en 61 parròquies, agrupades en 8 vicariats, agrupats en 3 ardiaconats.

## Història
La diòcesi es va erigir al segle v. La tradició, testificada per antics catàlegs episcopals, reconeix com a primers bisbes els sants Ereziol i Esuperi, sobre els quals la història no té cap altra informació. El primer bisbe documentat històricament és Lleoncià, que va participar en el Concili d'Orléans del 511.
Constantia, la més antiga Cosedia, capital del poble cèltic dels Unelli, era una civitas de la província romana de la Gàl·lia Lugdunensa segona, com ho demostra la Notitia Galliarum a principis del segle v. Tant des del punt de vista religiós com a civil, Coutances depenia de la província eclesiàstica de l'arquebisbat de Rouen, la seu metropolitana provincial.
Entre els primers bisbes, el més conegut és sant Laude, conegut per l'ortografia de Saint-Lô, que segons la tradició es convertiria en bisbe a l'edat de dotze anys i governaria la diòcesi durant quaranta anys, de 525 al 565. Tant Laudo com Leonziano van signar les actes dels Concilis d'Orléans com l'episcopi Brioverensis, o Briovère, una ciutat que més tard es prenia el nom de Saint-Laudo, o sigui, Saint-Lô.
Després de la invasió dels normands, el 911 el bisbe Teodoric va traslladar la residència episcopal a Rouen; vestigis d'aquesta presència a Rouen va ser l'exempció del priorat ciutadà dedicat a Sant-Lô, que fins a la revolució de 1789 es mantindrà exempte de la jurisdicció dels arquebisbes i depenien directament dels bisbes de Coutances. En 1025 el bisbe Herbert va deixar Rouen per Briovere, que en aquesta ocasió va prendre el nom de Sant-Lô, i, finalment, a la segona meitat del segle xi el bisbe Geoffroy de Montbray va tornar a Coutances.
L'època de Geoffroy de Montbray, que va governar durant gairebé cinquanta anys, és l'edat d'or de la diòcesi. Va ser responsable de la consagració de la nova catedral en 1056 en presència del duc Guillem; aquest edifici, destruït per un incendi el 1218, seria reconstruït en forma gòtica al segle xiii. Aleshores, el bisbe és conegut per haver estat testimoni d'una alçada cap a la batalla de Hastings (1066) amb els braços plegats cap al cel, com el Moisès bíblic; va viure a Anglaterra durant diversos anys, obtenint el títol militar de magister equitum i va tornar a la seva diòcesi només després de la mort de Guillem. Durant el seu episcopat es van fundar les abadies més importants de la diòcesi, concretament les de Lessay, de Saint-Sauveur i de Montebourg.
Entre els bisbes successius, recorden: Algare († 1151), que s'havia quedat a Devonshire, va ser un gran reformador; Jean d'Essay († 1274) tenia una llista de totes les parròquies i esglésies de la diòcesi, fonamentals per al coneixement de la geografia diocesana de l'època; Robert de Harcourt († 1315) va establir la famosa escola d'Harcourt a París ;Sylvestre de La Cervelle († 1386) va promulgar una sèrie d'estatuts diocesans que permetien conèixer els costums i costums de l'època; Philibert de Montjeu († 1439) va tenir un paper important durant el Concili de Basilea i en la qüestió de l'heretgia hussita; Geoffroy Herbert († 1510) va fundar el col·legi de Coutances i va reconstruir l'església de Sant Pere.
A l'edat mitjana, els bisbes de Coutances van rebre el privilegi de portar el pal·li, generalment reservat als arquebisbes metropolitans. El privilegi es mantindria fins al 1978, quan va ser derogat pel Papa Pau VI.
L'últim bisbe elegit pel capítol va ser Adrien Gouffier de Boissy el 1510. Posteriorment, el dret de l'elecció bisbe va ser concedida pel concordat amb el rei de França; a la Santa Seu li pertanyia la investidura canònica, sense la qual l'elegit no podia prendre possessió del càrrec.
Al segle xvi, el luteranisme aviat es va arrelar a Normandia i a la diòcesi de Coutances. El 1555 es va fundar la primera església reformada de la diòcesi de Sant-Lô, on els reformats eren la majoria de la població. El 1562,els hugonots s'apoderaren de la ciutat de Coutances; la víctima principal va ser el bisbe Arthur de Cossé, que va ser fet presoner, colpejat i després se'l va sotmetre a l'escarni públic; el text de la catedral va ser saquejat; només el 1575 es va imposar la lliga catòlica sobre els reformats. Una conseqüència de la Reforma va ser la pèrdua de la jurisdicció diocesana sobre les Illes del Canal, que encara políticament formaven part d'Anglaterra, també van ser part de la diòcesi de Coutances; en 1569 un decret de la reina Isabel I va establir la separació del clergat insular del diocesà.
La Contrareforma catòlica va veure l'obra d'importants i devots bisbes: Nicolau de Briroy († 1620) va elevar la seva diòcesi de les ruïnes materials de les guerres de religió, sovint va visitar la diòcesi i va restaurar l'ús del sagrament de la Confirmació, que havia caigut en desús a les dècades anteriors ; durant l'episcopat de la Leonor de Goyon de Matignon († 1646) es van establir a la diòcesi sis cases religioses, testimonis d'una renovació espiritual; Loménie de Brienne († 1720) creà diverses escoles i institucions educatives.
Al segle XVII la catedral de Coutances esdevingué la primera església del món a tenir un altar dedicat al Sagrat Cor de Jesús gràcies a l'obra de Sant Joan Eudes. El 1650 el bisbe Claude Auvry va establir el seminari diocesà, amb la valuosa contribució del mateix Sant Joan, a la congregació de la qual confià la direcció.
Amb la promulgació de la Constitució civil del clergat (1790), es va fer que la diòcesi coincidís amb el nou departament del Canal. El bisbe legítim Talaru de Chalmazel va fugir a Anglaterra, i es va instal·lar el nou bisbe constitucional François Bécherel, que va ser capaç de dirigir la diòcesi amb la saviesa i la prudència, per tal de prescindir-ne, almenys fins 1793, de la devastació que la revolució causà en altres llocs; per exemple, el seminari va continuar funcionant amb regularitat i entre 1792 i 1793 va produir 200 nous sacerdots, alguns dels quals pertanyen a altres diòcesis.
Després del concordat, la butlla Qui Christi Domini del Papa Pius VII el 29 de novembre de 1801 va mantenir la diòcesi amb els límits definits el 1790: és a dir, amb la incorporació del territori de la suprimida diòcesi d'Avranches i l'intercanvi de les parròquies amb la veïna diòcesi de Bayeux, de la qual va adquirir 41 per cedir-ne'n 25.
A la meitat del segle xix la diòcesi va tenir el major nombre de sacerdots de tota França, al voltant de 1190, mentre que en el mateix període a Marsella només n'hi havia 180 i 240 a Bourges. En el mateix període s'havia acabat el cisma anomenat de la Petite Eglise, format per aquells sacerdots que, vinculats a la mentalitat de l'Antic règim, no havien acceptat el règim de concordat. El Bisbe Jacques-Louis Daniel († 1862) havia constituït un nou seminari i es va introduir la litúrgia romana a la diòcesi. El seu successor, Jean-Pierre Bravard (va dimitir en 1875) va aconseguir que el Mont-Saint-Michel deixés de ser una presó i va convertir la seva capella en un lloc de peregrinació.
El 12 de juliol de 1854 els bisbes de Coutances podien afegir al seu títol el títol dels bisbes d'Avranches.
El 1995 i el 2005 es va aprovar la nova subdivisió administrativa de la diòcesi, que va reduir considerablement el nombre de parròquies de més de 600 a poc més de 60.

## Cronologia episcopal
Els catàlegs episcopals més antics de Countances es remunten, en la seva part més primitiva, a finals del segle xi. La sèrie de més de 30 bisbes fins a Teodoric (911) és verificable amb documents externs al catàleg només pels prelats del segle ix i per alguns bisbes dels segles anteriors. Hi ha, doncs, molts noms al catàleg que no es poden documentar històricament; alguns d'aquests estan exclosos de Gallia christiana; altres noms pertanyen als bisbes del bisbat de Constança.

### Bisbes de Coutances
- Sant Ereziolo †
- Sant Esuperio †
- Sant Leonziano † (citat el 511)
- Sant Possessore †[6]
- Sant Laudo (Saint-Lo) † (abans de 533 - després de 549)
- Sant Romacario (Runfarius) † (abans de 573 - després de 586)[7]
- Ulfoberto †
- Lupicino †
- Cairibono † (citat el 650)[8]
- Waldomaro †[9]
- Ughierio o Ilderico †[10]
- Sant Frodomondo † (citat el 679)[11]
- Wilberto †[12]
- Agazio †[13]
- Livino †
- Wilfrido †
- Giosuè †
- Leone †
- Angulo †
- Uberto †
- Willardo † (abans del'829 - després de 835)
- Erloino † (abans del'843 - després de 862)
- Sigenando † (abans del'866 - després de 876)
- Lista †
- Ragenardo †[14]
- Erleboldo † (citat el 906
- Ageberto †
- Teodorico † (citat el 911 ?)
- Erberto I †
- Algerondo †
- Gilberto †
- Ugo † (vers 989 - 1024 o 1025 mort)
- Herbert II † (vers 1025 - 1026 nomenat bisbe de Lisieux)
- Robert † (1026 - 1048)
- Geoffroy de Montbray † (10 d'abril de 1049 - 2 de febrer de 1093 mort)
- Raoul † (3 d'abril de 1093 - 1110 mort)
- Roger † (abans de 1114 - d'octubre de 1123 mort)
- Richard de Brix † (1124 - 1131 mort)
- Algare † (2 de març de 1132 - 7 de novembre de 1151 mort)
- Richard de Bohon † (1151 - després de 1179)
- Guillaume de Tournebu † (abans de 1183 - 1202 mort)
- Vivien de L'Étang (de L'Estang) † (1202 - 15 de febrer de 1208 mort)
- Hugues de Morville † (abans de juny de 1208 - 27 d'octubre de 1238 mort)
  - Sede vacante (1238-1244)
- Anonimo, O.S.B.Clun. † (30 d'abril de 1244 - ?)
- Gilles de Caen, O.P. † (22 de febrer de 1245 - 1 de desembre de 1248 mort)
  - Sede vacante (1248-1251)
- Jean d'Essay † (26 de febrer de 1251 - 31 d'octubre de 1274 mort)
  - Sede vacante (1274-1282)
- Eustache Le Cordelier, O.F.M. † (novembre de 1282 - 7 d'agost de 1291 mort)
- Robert de Harcourt † (novembre de 1291 - 7 de març de 1315 mort)
- Guillaume de Thieuville † (abans de 3 de setembre de 1315 - 31 d'octubre de 1345 mort)
- Louis Herpin d'Erquery † (9 de gener de 1346 - 1370 mort)
- Sylvestre de La Cervelle † (24 de març de 1371 - 3 de setembre de 1386 mort)
- Nicolas de Tholon † (5 d'octubre de 1386 - 26 d'agost de 1387 nomenat bisbe d'Autun)
- Guillaume de Crèvecœur † (26 d'agost de 1387 - 20 d'abril de 1408 mort)
- Gilles Deschamps † (2 d'octubre de 1409 - 5 de març de 1413 mort)
- Jean de Marle † (2 d'abril de 1414 - 12 de juny de 1418 mort)
- Pandolfo Malatesta † (7 d'octubre de 1418 - 10 de maig de 1424 nomenat arquebisbe de Patrasso)
- Philibert de Montjeu † (10 de maig de 1424 - 20 de juny de 1439 mort)
- Gilles de Duremort † (9 d'octubre de 1439 - 29 de juliol de 1444 mort)
- Giovanni Castiglione † (2 de setembre de 1444 - 3 d'octubre de 1453 nomenat bisbe de Pavia)
- Richard Olivier de Longueil † (3 d'octubre de 1453 - 19 d'agost de 1470 mort)
- Benoît di Montferrand † (1470 - 15 de juliol de 1476 nomenat bisbe de Lausana)
- Giuliano della Rovere † (15 de juliol de 1476 - 3 de desembre de 1477 nomenat bisbe de Viviers, posteriorment elegit Papa amb el nom de Juli II)
- Galeazzo della Rovere † (3 de desembre de 1477 - 3 de juliol de 1478 nomenat bisbe d'Agen)
- Geoffroy Herbert † (3 de juliol de 1478 - 1 de febrer de 1510 mort)
- Adrien Gouffier de Boissy † (15 d'abril de 1510 - 6 de juny de 1519 nomenat administrador apostòlic d'Albi)
  - Sede vacante (1519-1525)
  - Bernardo Dovizi da Bibbiena † (9 de setembre de 1519 - 9 de novembre de 1520 mort) (administrador apostòlic)
- René de Bresche de La Trémoille, O.S.B. † (28 de juliol de 1525 - 19 de novembre de 1529 mort)
- Philippe de Cossé-Brissac, O.S.B.Clun. † (9 de març de 1530 - 24 de novembre de 1548 mort)
- Payen Le Sueur d'Esquetot † (9 de gener de 1549 - 24 de desembre de 1551 mort)
- Étienne Martel de Bacqueville † (16 de setembre de 1552 - 26 de maig de 1560 mort)
- Arthur de Cossé-Brissac † (2 d'octubre de 1560 - 7 d'octubre de 1587 mort)
  - Lancelot de Matignon † (1587 - 1588 mort) (bisbe electe)
- John Lesley † (16 de desembre de 1592 - 31 de maig de 1596 mort)
- Nicolas de Briroy † (15 de setembre de 1597 - 22 de març de 1620 mort)
  - Guillaume Le Blanc † (21 de juny de 1621 - 1621 mort) (bisbe electe)
- Nicolas Bourgoin † (10 de maig de 1623 - 19 d'abril de 1625 mort)
  - Sede vacante (1625-1632)
- Léonor I de Goyon de Matignon † (29 de març de 1632 - 1646 renuncià)
- Claude Auvry † (3 de desembre de 1646 - 1658 renuncià)
- Eustache Le Clerc de Lesseville † (13 de gener de 1659 - 3 de desembre de 1665 mort)
- Charles-François de Loménie de Brienne † (12 de desembre de 1667 - 7 d'abril de 1720 mort)
- Léonor II de Goyon de Matignon † (1 de desembre de 1721 - 3 d'abril o 29 de maig de 1757 mort)
- Jacques Le Févre du Quesnoy † (18 de juliol de 1757 - 9 de setembre de 1764 mort)
- Ange-François de Talaru de Chalmazel † (4 de febrer de 1765 - 20 de març de 1798 mort)
  - Sede vacante (1798-1802)
- Claude-Louis Rousseau † (14 d'abril de 1802 - 3 d'agost de 1807 nomenat bisbe d'Orléans)
- Pierre Dupont de Poursat † (3 d'agost de 1807 - 17 de setembre de 1835 mort)
- Louis-Jean-Julien Robiou de la Tréhonnais † (1 de febrer de 1836 - 7 de desembre de 1852 renuncià)
- Jacques-Louis Daniel † (7 de març de 1853 - 12 de juliol de 1854)

### Bisbes de Coutances i Avranches
- Jacques-Louis Daniel † (12 de juliol de 1854 - 4 de juliol de 1862 mort)
- Jean-Pierre Bravard † (25 de setembre de 1862 - 27 de novembre de 1875 renuncià)
- Abel-Anastase Germain † (28 de gener de 1876 - 12 de novembre de 1897 mort)
- Joseph Guérard † (28 de novembre de 1898 - 19 de juliol de 1924 mort)
- Théophile-Marie Louvard † (31 d'octubre de 1924 - 8 d'abril de 1950 mort)
- Louis-Jean-Frédéric Guyot † (8 d'abril de 1950 - 28 d'abril de 1966 nomenat arquebisbe de Tolosa)
- Joseph Gustave François Wicquart † (2 de setembre de 1966 - 3 de novembre de 1988 jubilat)
- Jacques Louis Marie Joseph Fihey † (22 d'abril de 1989 - 2 d'octubre de 2006 jubilat)
- Stanislas Lalanne (4 d'abril de 2007 - 31 de gener de 2013 nomenat bisbe de Pontoise)
- Laurent Le Boulc'h, des del 5 de setembre de 2013

## Estadístiques
A finals del 2013, la diòcesi tenia 412.400 batejats sobre una població de 506.300 persones, equivalent al 81,5% del total.
| any  | població | població | població | sacerdots | sacerdots       | sacerdots       | sacerdots             | diaques | religiosos | religiosos | parròquies |
| ---- | -------- | -------- | -------- | --------- | --------------- | --------------- | --------------------- | ------- | ---------- | ---------- | ---------- |
| any  | batejats | total    | %        | total     | clergat secular | clergat regular | batejats por sacerdot | diaques | homes      | dones      |            |
| 1950 | 416.000  | 426.238  | 97,6     | 741       | 695             | 46              | 561                   |         | 160        | 2.075      | 668        |
| 1969 | 452.000  | 464.406  | 97,3     | 583       | 534             | 49              | 775                   |         | 94         | 1.280      | 317        |
| 1980 | 439.000  | 456.700  | 96,1     | 556       | 527             | 29              | 789                   |         | 42         | 920        | 670        |
| 1990 | 466.000  | 485.000  | 96,1     | 400       | 380             | 20              | 1.165                 | 12      | 35         | 708        | 670        |
| 1999 | 447.000  | 502.000  | 89,0     | 301       | 301             |                 | 1.485                 | 27      | 15         | 527        | 128        |
| 2000 | 449.000  | 505.000  | 88,9     | 300       | 300             |                 | 1.496                 | 26      | 15         | 534        | 74         |
| 2001 | 400.000  | 479.636  | 83,4     | 300       | 296             | 4               | 1.333                 | 28      | 15         | 438        | 75         |
| 2002 | 400.000  | 480.000  | 83,3     | 342       | 324             | 18              | 1.169                 | 32      | 34         | 412        | 74         |
| 2003 | 400.000  | 480.000  | 83,3     | 284       | 269             | 15              | 1.408                 | 32      | 29         | 379        | 73         |
| 2004 | 400.000  | 480.000  | 83,3     | 261       | 257             | 4               | 1.532                 | 31      | 17         | 351        | 71         |
| 2006 | 405.000  | 486.000  | 83,3     | 255       | 252             | 3               | 1.588                 | 33      | 12         | 300        | 63         |
| 2013 | 412.400  | 506.300  | 81,5     | 183       | 172             | 11              | 2.253                 | 40      | 25         | 313        | 61         |